# Estación de Esplanade de la Défense
Esplanade de la Défense (en español: Explanada de la Défense) es una estación de la línea 1 del metro de París. Se encuentra en el límite entre los municipios de Courbevoie y Puteaux poco antes de llegar al barrio de La Défense.

## Historia
La estación se abrió el 1 de abril de 1992 con la ampliación al noroeste entre el Puente de Neuilly y La Défense.
Para llegar hasta ella desde Pont de Neuilly la RATP prefirió aprovechar el puente ya existente para cruzar el Sena en vez de usar un trazado subterráneo, por ello estaciones como La Défense - Michelet y La Défense - Elysée previstas para un trazado subterráneo, quedaron inutilizadas.

## Descripción
Su diseño es muy similar al de La Défense aunque en este caso no hay dos medias estaciones y sí una única estación con dos vías a las que dan acceso un andén central.
Aunque está construida en unos de los túneles que debía usar la autopista A-14 no tiene estructura de bóveda. Sus paredes verticales están revestidas de azulejos blancos planos de un tamaño superior al usado habitualmente en el metro parisino.
Su iluminación también es particular ya que basa en varias hileras de tubos fluorescentes que sobrevuelan el andén central gracias a una estructura metálica.
La señalización, sobre paneles metálicos de color azul y letras blancas adopta la tipografía Motte, mientras que los asientos que son metálicos en un diseño de rejilla son individualizados y se ubican, de dos en dos, sobre barras de acero apoyadas sobre bloques de piedras. Este diseño es exclusivo de la estación. 
Está dotada con puertas de andén desde 2009 y adaptada para las personas con discapacidad.

## Accesos
La estación dispone de dos accesos:
- Acceso 1: cours Michelet.
- Acceso 2: terrasses Bellini.